# Новомосковська міська громада
Новомосковська міська територіальна громада — територіальна громада в Україні, у Самарівському районі Дніпропетровської області, з адміністративним центром у місті Самар.

## Загальна інформація
Площа території — 36 км², населення громади — 70 357 осіб (2020 р.).

## Населені пункти
До складу громади входить Самар.

## Історія
Утворена у 2020 році, відповідно до розпорядження Кабінету Міністрів України № 709-р від 12 червня 2020 року «Про визначення адміністративних центрів та затвердження територій територіальних громад Дніпропетровської області», з територією та населеними пунктами Новомосковської міської ради Дніпропетровської області у складі.